# Ridhima Pandey
Ridhima Pandey   (2008) és una activista de l'Índia que fa accions contra l'escalfament global. Ha estat comparada amb Greta Thunberg.

## Biografia
Pandey viu a Uttarakhand, un estat al nord de l'Índia. El seu pare, Dinesh Pandey, també ha estat activista del clima a Uttarkhand durant 16 anys.
Pandey ha viscut en primera persona els efectes del canvi climàtic a casa seva des del 2010. El 2013, més de 1.000 persones hi van morir per inundacions i esllavissades. Gairebé 100.000 persones van haver de ser evacuades de la regió. Segons el Banc Mundial, és probable que el canvi climàtic augmenti la pressió sobre el subministrament d'aigua a l'Índia.

## Activisme

### Medi ambient
Quan tenia nou anys, Pandey va presentar una demanda contra el govern indi contra la inacció davant el canvi climàtic en contra del que s'havia acordat a l'Acord de París. Aquest cas judicial es va presentar al National Green Tribunal (NGT), un tribunal creat el 2010 que tracta exclusivament de casos mediambientals. Pandey també va demanar al govern que preparés un pla per reduir les emissions de carboni i un pla nacional per frenar l'impacte del canvi climàtic, inclosa la reducció de l'ús de combustibles fòssils a l'Índia.
En una entrevista a The Independent Pandey va criticar l'executiu del seu país. "El meu govern no ha pres mesures per regular i reduir les emissions de gasos d'efecte hivernacle, que estan provocant condicions climàtiques extremes. Això impactarà tant a mi com a les generacions futures. El meu país té un enorme potencial per reduir l'ús de combustibles fòssils i, a causa de la inacció del govern, em vaig adreçar al National Green Tribunal”. La NGT va desestimar la seva petició, afirmant que estava "coberta per l'avaluació del pacte ambiental".
El 23 de setembre de 2019, juntament amb una quinzena d'altres nens, entre ells Greta Thunberg, Ayakha Melithafa i Alexandria Villaseñor, Pandey va presentar una denúncia al Comitè de Drets de l'Infant de les Nacions Unides. Van acusar Argentina, Brasil, Alemanya, França i Turquia de violar la Convenció sobre els drets de l'infant per no abordar adequadament la crisi climàtica.

### Plàstic
Pandey ha reclamat la prohibició completa del plàstic, argumentant que la seva producció continuada és el resultat de la demanda dels consumidors. També ha demanat al govern indi i a les autoritats locals que facin més coses per netejar el riu Ganges.
A la seva biografia que apareix a Children vs Climate Change assenyala que el seu objectiu és salvar el futur. "Vull salvar el nostre futur. Vull salvar el futur de tots els nens i de totes les persones de les generacions futures".

## Reconeixements
El 2020 va aparèixer a la llista de les 100 Dones de la BBC.
El gener de 2021 la revista Vogue la va incloure a la seva llista de 7 joves activistes que lluitaven per salvar el planeta.